# Чужин, Яков Эммануилович
Я́ков Эммануи́лович Чу́жин (настоящая фамилия Альтерман; октябрь 1898, Херсон— 21 апреля 1938, полигон «Коммунарка») — деятель профессионального образования СССР, организатор кинопроизводства, первый заместитель начальника Главного управления кинофотопромышленности при СНК СССР, заместитель председателя Комитета по делам искусств при СНК СССР.

## Биография
Родился в Херсоне (Российская империя) в семье подённого приказчика Николаевского порта Эммануила Альтермана (умер в 1898 году от туберкулёза) и работницы-швеи Рахили Янкелевны Крутянской, дочери херсонского купца 1-й гильдии. 
В 13 лет окончил народную школу в Херсоне, в 1912—1914 годах работал мальчиком-курьером в магазине и экспортных конторах Херсона и Одессы. В поисках работы в пятнадцатилетнем возрасте переехал жить в Харьков.
В 1914—1917 годах — рабочий парфюмерной фабрики «Детье». Участвовал в революционном движении, арестовывался, находился в заключении в Харьковской губернской тюрьме.
В 1917—1918 годах — председатель правления профсоюза химиков в Харькове, заведующий отделом Харьковской продовольственной управы. Организатор и секретарь Харьковской организации независимых социал-демократов интернационалистов (группа С. А. Лозовского). Во время Гражданской войны — член подпольного Исполкома Советов и подпольного городского стачечного комитета в Харькове, в 1918 году был снова арестован, находился в заключении.
В ноябре 1919 года был принят в ряды РКП(б) в связи со слиянием партии социал-демократов интернационалистов с партией большевиков.
В 1919—1921 годах — председатель харьковского Губсобеза, член коллегии Наркомсобеза УССР, заведующий орготделом Волынского губкома КП(б)У.
Делегат IV (май 1920), V (февраль-март 1921) и VI (декабрь 1921) Всеукраинских съездов Советов.
В 1922 году — дипломатический представитель УССР в Литве.
В 1922—1923 годах учился на экономическом отделении факультета общественных наук 1-го МГУ. Входил в состав Совета университета.
В 1924—1927 годах — инструктор, помощник заведующего орграспредотделом ЦК ВКП(б).
В 1930 году окончил химический факультет Промышленной академии и Московский институт народного хозяйства им. Г. В. Плеханова.
В 1930—1931 годах — ректор (директор) Московского химико-технологического института им. Д. И. Менделеева. Приказом по Высшему Совету Народного Хозяйства СССР № 1385 от 14 мая 1930 года утверждён Ректором Химико-Технологического Института им. Менделеева.
В 1931—1933 годах — член правления, заместитель управляющего Всесоюзным объединением химической промышленности (Всехимпрома) ВСНХ СССР, заместитель начальника Главхимпрома Народного комиссариата тяжёлой промышленности СССР.
С 19 октября 1933 года — первый заместитель начальника Главного управления кинофотопромышленности при СНК СССР.
С 20 июля 1936 года по 1 декабря 1937 года — заместитель председателя Всесоюзного комитета по делам искусств при СНК СССР.
3 февраля 1938 года незаконно арестован. 21 апреля 1938 года приговорён Военной коллегией Верховного суда СССР к ВМН по обвинению в участии в контрреволюционной террористической организации и в этот же день был расстрелян. 27 октября 1956 года реабилитирован.
Председатель оргкомитета I Всесоюзной конференции по электрохимии и хлору (Ленинград, 26/X—1/XI 1931), член президиума VI Всесоюзного Менделеевского съезда (Харьков, 25/X—1/XI 1932), председатель выставочного комитета I Всесоюзной выставки фотоискусства (Москва, 1937), ответственный редактор журналов «Советская кинофотопромышленность» (1935—1936), «Кинофотохимпромышленность» (1937).
Делегат (с совещательным голосом) I Всесоюзного съезда советских писателей (1934).
До революции увлекался поэзией, писал стихи, издавал книжки стихов под псевдонимом Ян Чужин.

## Награды
- орден Трудового Красного Знамени (1935)[27]. 11 января 1935 года в Большом театре на торжественном заседании, посвященном 15-летию советской кинематографии, оглашено Постановление ЦИК СССР о награждении особо отличившихся кинематографистов[1].